# Happy with What You Have to Be Happy With
Happy With What You Have to Be Happy With er en EP (extended play) med gruppen King Crimson, udgivet i 2002 og makker til det efterfølgende album The Power to Believe (2003).

## Numre
1. "Bude" (Adrian Belew) – 0:26
2. "Happy With What You Have to Be Happy With" (Belew, Robert Fripp, Trey Gunn, Pat Mastelotto) – 4:12
3. "Mie Gakure" (Belew, Fripp) – 2:00
4. "She Shudders" (Belew) – 0:35
5. "Eyes Wide Open" (Belew, Fripp, Gunn, Mastelotto) – 4:08
6. "Shoganai" (Belew) – 2:53
7. "I Ran" (Belew) – 0:40
8. "Potato Pie" (Belew, Fripp, Gunn, Mastelotto) – 5:03
9. "Larks Tongues in Aspic (Part IV)" (Belew, Fripp, Gunn, Mastelotto) – 10:26
Indeholder:
  - "I Have a Dream"

Indspillet live på Venue, Nashville, USA, [9?/10?] November 2001
10. "Clouds" (Belew) – 4:10
Indeholder:
  - "Einstein's Relatives" (hidden track) (Belew, Fripp, Gunn, Mastelotto)

## Medlemmer
- Robert Fripp – guitar
- Adrian Belew – guitar, vokal
- Trey Gunn – Warr guitar, basguitar
- Pat Mastelotto – trommer

1. ↑  Navnet er anført på engelsk og stammer fra Wikidata hvor navnet endnu ikke findes på dansk.